# Saint-Just-et-le-Bézu
Saint-Just-et-le-Bézu è un comune francese di 70 abitanti situato nel dipartimento dell'Aude nella regione dell'Occitania.

## Società

### Evoluzione demografica
Abitanti censiti